# Service de nuit
Service de nuit é um filme ítalo-francês dirigido por Jean Faurez em 1944.

## Elenco
- Gaby Morlay - Suzanne
- Vivi Gioi - Hélène Jansen
- Jacques Dumesnil - Pierre Jansen
- Simone Signoret - Dançarina
- Louis Seigner
- Lucien Gallas
- Julien Carette
- Jacqueline Pagnol
- Gabrielle Fontan
- Marcelle Hainia
- Jean Daurand
- Robert Dhéry
- Paul Frankeur